# Tät trattkaktus
Tät trattkaktus (Eriosyce senilis) är en art inom trattkaktussläktet och familjen kaktusväxter, som har sin naturliga utbredning i Chile.

## Beskrivning
Tät trattkaktus är en klotformad, tillplattat klotformad eller cylindrisk kaktus som blir 4 till 12 centimeter i diameter. Den är uppdelad i 13 till 21 åsar som är 3 till 8 millimeter höga, och är inskurna mellan varje areol. Taggarna varierar mycket i både färg och form, men består av 4 till 20 centraltaggar som blir 3 till 6 centimeter långa. Runt dessa sitter 15 till 40 radiärtaggar som blir 2 till 6 centimeter långa. Blommorna är smalt trattformade till rörformade och karminröda till färgen. Frukten är avlång och ljusröd när den är mogen. 

## Underarter
E. senilis ssp. senilis
Taggarna är kraftigt vridna eller skruvade.
E. senilis ssp. coimasensis (F.Ritter) Katt. 1994
Taggarna är raka eller krökta uppåt, och mörkgrå eller grågula till färgen.

## Synonymer
E. senilis ssp. senilis
Neoporteria senilis Backeb. 1935
Neoporteria gerocephala Y.Itô 1957, nom. inval.
Neoporteria multicolor F.Ritter 1963
Eriosyce senilis ssp. elquiensis Katt. 1994
E. senilis ssp. coimasensis
Neoporteria coimasensis F.Ritter 1963
Neoporteria robusta F.Ritter 1963